# Widow's Weeds
 (février 2020).
Si vous disposez d'ouvrages ou d'articles de référence ou si vous connaissez des sites web de qualité traitant du thème abordé ici, merci de compléter l'article en donnant les références utiles à sa vérifiabilité et en les liant à la section « Notes et références ».
Albums de Tristania
Tristania
(1997) Beyond the Veil
(1999)
Widow's Weeds est le premier album studio du groupe de metal gothique norvégien Tristania. L'album est sorti le 9 mars 1998 sous le label Napalm Records.
Les titres Pale Enchantress et Midwintertears sont des titres provenant de la liste des titres de leur EP Tristania. Ils ont été ré-enregistrés pour cet album.

## Musiciens
- Vibeke Stene - Chant féminin
- Morten Veland - Chant, Guitare
- Anders H. Hidle - Guitare, Chant
- Rune Østerhus - Basse
- Einar Moen - Claviers
- Kenneth Olsson - Batterie

### Musiciens de session
- Østen Bergøy - Chant sur le titre Angellore
- Pete Johansen - Violon
- Hilde Egeland - Chœurs
- Marita Herikstad - Chœurs
- Hilde T. Bommen - Chœurs

## Liste des morceaux
1. Preludium... – 1:09
2. Evenfall – 6:53
3. Pale Enchantress – 6:31
4. December Elegy – 7:31
5. Midwintertears – 8:32
6. Angellore – 7:16
7. My Lost Lenore – 6:23
8. Wasteland's Caress – 7:40
9. ...Postludium – 1:12

## Anecdote
Le titre de la chanson Angellore donnera son nom au groupe de metal gothique français Angellore.